# Метролайт
Метролайт — один із видів рекламних засобів, що забезпечує зовнішню рекламу. Являє собою конструкції, обладнані джерелом світла та пластиковим екраном, на якому власне розміщено рекламну продукцію формату А2. Безпосередньо в Київському метрополітені, наприклад, на естакаді ескалаторів розміщено 1109 таких світильників.